# とびだせ大作戦
『とびだせ大作戦』（とびだせだいさくせん）はスクウェア（現スクウェア・エニックス）・DOGブランドより1987年3月12日に発売されたファミリーコンピュータ ディスクシステム用ゲームソフト。ジャンルは3Dランシューティング。日本国外では『The 3-D Battles of WorldRunner』（ザ・スリーディー・バトルス・オブ・ワールドランナー）のタイトルで発売された。
別売りの「とびだせメガネ」（いわゆる赤青メガネ）を使用すると画面が立体的に見えるモードが選択可能で、これがタイトルの由来になっている。
本項では、同様のゲーム内容である続編『JJ』（ジェイジェイ）についても記述する。

## ゲーム内容
ゲーム内容はプレイヤーキャラクターが敵を避け、穴を飛び越えながら画面奥に向かって疾走するというもの。プログラムは同年にスクウェアから発売された『ハイウェイスター』や『ファイナルファンタジー』と同じく、ナーシャ・ジベリが担当している。また、作曲は植松伸夫が担当。

### アイテム
グラフィックと名称が違うのみで効果は同じであるため、名称は『とびだせ』のアイテム／『JJ』のアイテムの順で記載する。
ワープ風船・アウトランダーとボーナス星・ユニット以外は、タワー（後述）に体当たりすることで出現する。基本的にミスすると全て無くなってしまう。
ミサイル／サイコバスター
攻撃アイテム。画面奥へ向けてミサイルで攻撃できるようになる。ただしボス戦の時は、持っていなくても自動的に装備される。単発で、敵に当たるか画面奥に消えるまで次が撃てない。
ゲーム雑誌『ファミリーコンピュータMagazine』には『とびだせ』のこの武器が連射になるというウソ技が掲載されたことがある。
クラッシャー／クラッシュブーツ
取ると主人公の色が変わり、ジャンプの着地点にいる敵を踏み潰して倒せるようになる。ただしそれ以外の状況で敵と接触すると、ミサイルとともに無くなってしまう。
毒キノコ／デビ
マイナスアイテム。取るとやられてしまう。
タイマー／ライフセーバー
画面下に表示されたタイマーが満タンに戻る。
無敵／バリアスーツ
取ると体当たりで敵を倒せるようになり、ファイアータワー（デビルタワー）や毒キノコ（デビ）も平気になる。取ったときの位置が高いほど、無敵でいられる時間が長くなる。
1UP／クローンパーツ
主人公の残り人数が1増える。
ワープ風船／アウトランダー
ボーナスステージに行ける。
ボーナス星／ユニット
取るとその個数がストックされ、ステージクリア時に得点に換算される。

### 障害物
アイテムと同様、両作品の名称を併記して解説する。
タワー／コマンドタワー
柱状の障害物。衝突すると上方へアイテムが飛び出す場合が多い。うまくジャンプすれば上に乗ることも可能で、終盤にはこれで渡らなければならない谷間もある。
ファイアータワー／デビルタワー
火柱のような赤いタワー。衝突するとミスになる。
ハンド／ポトス
主人公に合わせて動く障害物。衝突するとタワーと同じように弾かれる。左右にのみ動くものと、上下にも動いて主人公のジャンプまで阻むものがある。
ジャンパー／バランサー
スプリングのようなもので、接触すると自動的にジャンプする。これを使わないと渡れない長い谷間も存在する。
スーパージャンパー／ブースター
ジャンパーの強力なもの。画面の遥か上方に消えるほどの大ジャンプになる。

## ボスキャラクター
ボスキャラクターは『とびだせ』『JJ』ともに「ドラゴン」と呼ばれる。弱点は頭部だが胴体を破壊することも可能で、胴体を破壊すればそれだけ当たり判定も小さくなる。
正式名称が不明であるため、ステージ数で表記する。
ステージ1
比較的一般的な、ヘビのようなドラゴン。上下に波形に動きながら前後に往復し、時おり画面奥で横移動して違う列から迫ってくる。スピードは遅く、倒すのも簡単。
ステージ2
ロボットのような顔の機械のドラゴン。動きはステージ1のものと同じだが、一度倒してもまた登場する。
ステージ3
剛毛に覆われた獣のようなドラゴン。スピードがやや早く、上下に波形に動きながら前後・左右方向にも斜めに立体的に動き回る。ステージ2のドラゴンと同じく2回登場する。
最初は全身真っ黒なので、ある程度ダメージを与えるまでは背景に溶け込んで非常に見づらい。
ステージ4
ネコのような顔のドラゴン。動きはステージ3のものと同じだが、3回登場する。
ステージ5
カエルのような顔のドラゴン。ステージ3・4のドラゴンと同じく立体的に動くが、スピードが速く前後の動きが激しい。3回登場する。
ステージ6
ひとつ目のドラゴン。動きはステージ5のものと同じだが、4回登場する。
ステージ7
ライオンのような顔のドラゴン。ステージ3・4のドラゴンを超高速にしたような動きをする強敵。4回登場する。
ステージ8
最初に登場するザコのような顔をしている。動きはステージ7のものと同じで、6回登場する。

## 開発
3Dスクロールのシューティングゲームで、ラスタースクロールやラスター割り込みと呼ばれる技術により、なめらかな奥方向のスクロールとともに、横方向の移動に同期して市松模様が歪む効果も再現している。「とびだせメガネ」により深度で角度を付けて物を二重表示するという視差を利用した3D表示に対応し、裏面はさらに高速化する。

## 評価
ゲーム誌『ファミコン通信』の「クロスレビュー」では合計22点（満40点）、『ファミリーコンピュータMagazine』の読者投票による「ゲーム通信簿」での評価は次のとおり16.08点（満25点）である。また、同雑誌1991年5月24日号特別付録の「ファミコンディスクカード オールカタログ」は「ジャンプの技がなかなか楽しめるし、ミサイルでシューティングにもなる。障害物も個性的でかわいい。音楽がポップでとっても楽しい」としている。
| 項目 | キャラクタ | 音楽 | お買得度 | 操作性 | 熱中度 | オリジナリティ | 総合  |
| 得点 | 3.14       | 3.15 | -        | 3.17   | 3.18   | 3.44           | 16.08 |

- ゲーム誌『ユーゲー』では、「本作は決して『スペースハリアー』のパクりゲーではない。絵的には似ている部分も多いので勘違いを招きやすいが、向こうは3DSTG、こちらは3DACGである」、「（難易度の）厳しさのせいか当時は批判もされたが、3DでACGをやろうという発想と、それを非力なFCで実現してしまった技術力は素晴らしいと言える」と評している[5]。

## JJ 〜 とびだせ大作戦パート2
続編として『JJ 〜 とびだせ大作戦パート2』が1987年12月7日に発売された。ディスクシステムではなくロムカセットでのリリースとなり、グラフィックやキャラクターの名称が変更され、コミカルな『とびだせ』に対してリアルな生物的・機械的な外見になっている。また最初のステージから『とびだせ』の裏面のような高速スクロールになっている。
『とびだせ』と同様画面が立体的に見えるモードが選択可能で、こちらはファミコン3Dシステムを別途購入する必要があった。

### ボスキャラクター
『JJ』のボスは「サイバネス・ドラゴン」と呼ばれ、舞台の惑星トキダレアに収容された犯罪者の中で特に凶悪な者を竜のような姿に改造した、という設定になっている。動きや登場回数など、性能面では『とびだせ』の各ステージのドラゴンと同じである。
ミヒト
ステージ1のボス。
ナノーガ
ステージ2のボス。
ラタフィ
ステージ3のボス。
イシフ
ステージ4のボス。
オンコード
ステージ5のボス。
タッカーマ
ステージ6のボス。
クフィー
ステージ7のボス。
ダロック
ステージ8のボス。
『とびだせ』のステージ3のドラゴンと同じく、最初は全身真っ黒で非常に見づらい。

### 評価
ゲーム誌「ファミリーコンピュータMagazine」の読者投票による「ゲーム通信簿」での評価は次のとおり16.02点（満30点）である。
| 項目 | キャラクタ | 音楽 | お買得度 | 操作性 | 熱中度 | オリジナリティ | 総合  |
| 得点 | 2.75       | 2.73 | 2.55     | 2.87   | 2.64   | 2.48           | 16.02 |

## その他
『とびだせ』『JJ』ともに、正式なタイトル画面とゲーム開始の間に、デモ画面的な内容のもうひとつのタイトル画面が存在する。ゲーム中の画面とほとんど同じ表示で、スタートボタンを押すまでの間、ボスが飛び回っている。また、ゲームオーバーになった場合はこの画面に直接戻る。タイトル画面がこのような構成になっているのは、ディスクA面にタイトル画面のデータが入っており、B面に裏返してゲームを始めた後、ゲームオーバーになってもA面に戻らなくても良いようにするため。『JJ』はROMカセットであるためそうする必要はまったくないが、仕様をそのまま引き継いでいる。
この画面の下部には一行分のテキスト表示エリアにハイスコアなどが切り替わって表示されており、この部分に「S Q U A R E PRESENTS JUNP-N-JACK （JJは「JUMP'IN JACK」）」という、本来とはまったく別のタイトルが表示されている。
同社のプレイステーション用ソフト『チョコボレーシング ～幻界へのロード～』のゲーム内で、『とびだせ』の主人公が隠しキャラとして登場している。